# 15 Brygada Kawalerii (austro-węgierska)

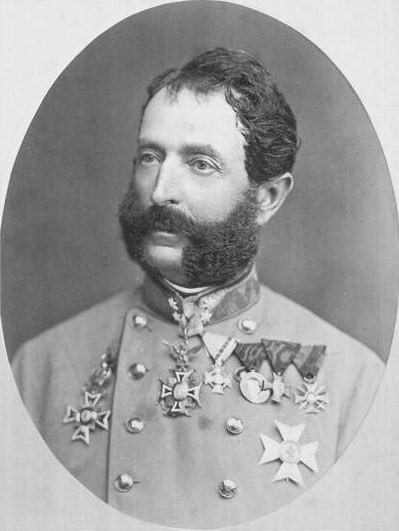
FML Otto von Scholley

15 Brygada Kawalerii (15. KBrig.) – brygada kawalerii cesarskiej i królewskiej Armii. 

## Historia brygady
Komenda brygady stacjonowała w Debreczynie i wchodziła w skład XVII Dywizji Piechoty w Nagy-Várad (niem. Gross-Wardein).
W 1876 roku brygada została wyłączona ze składu XVII Dywizji Piechoty, usamodzielniona, przemianowana na 15 Brygadę Kawalerii i podporządkowana bezpośrednio komendantowi wojskowemu w Timișoarze, a od 1 stycznia 1883 roku komendantowi 7 Korpusu.
W 1888 roku komenda brygady została przeniesiona do Tarnopola.
15 BK wchodziła w skład 8 Dywizji Kawalerii. Komenda brygady stacjonowała w Tarnopolu. W skład brygady wchodził:
- Pułk Dragonów Nr 2,
- Pułk Ułanów Nr 13.

## Komendanci brygady
- płk / GM Otto von Scholley(inne języki) ( – 1874  → komendant Brygady Kawalerii III Dywizji Piechoty w Linzu)
- płk Heinrich von Ritter (1874 – 1875 → komendant Brygady Kawalerii VI Dywizji Piechoty)
- GM Viktor Oswald Coburg (1875[1] – 1 IV 1879 → stan spoczynku[4])
- GM Ernst Maximilian Rudolf von Gaffron-Oberstradam (1879 – 1882 → urlopowany)
- GM Karl Franz Ludwig Fischer von Wellenborn (1883 – 1885 → 40 Brygady Piechoty w Wiedniu)
- GM Ernst von der Wense (1885[5] – 1889)
- płk Heinrich von Gablenz-Eskeles (1914)